# Prosodes kaszabi
Prosodes kaszabi is een keversoort uit de familie zwartlijven (Tenebrionidae). De wetenschappelijke naam van de soort is voor het eerst geldig gepubliceerd in 1996 door Medvedev & Kabakov.